# Governació de Khan Yunis
La Governació de Khan Yunis (àrab: محافظة خان يونس, Muḥāfaẓat Ḫān Yūnis) és una de les 16 governacions de l'Estat de Palestina, situada al sud de la Franja de Gaza. La seva capital és Khan Yunis. La governació té una població total d'aproximadament 290.000 habitants. La superfície terrestre és 69,61% urbana, el 12,8% rural i 17,57% està compost pel camp de refugiats de Khan Yunis.

## Localitats

### Ciutats
- Abasan al-Kabera
- Bani Suheila
- Khan Yunis

### Municipis
- Abasan al-Saghira
- Khuza'a
- al-Qarara

### Viles
- al-Fukhari
- Qa' al-Kharaba
- Qa' al-Qurein
- Qizan an-Najjar
- Umm Kameil
- Umm al-Kilab